# Nun-Kun
Le Nun-Kun (नुन कुन en hindi), ou Shel Changma (en tibétain), est une montagne de la chaîne de l'Himalaya culminant à 7 135 m, située à la frontière de l'État du Jammu-et-Cachemire et du Ladakh dans le Nord de l'Inde.

## Toponymie
Le Nun-Kun est également appelé par les Tibétains Shel Changma qui signifie « saule de cristal ».

## Géographie

### Topographie

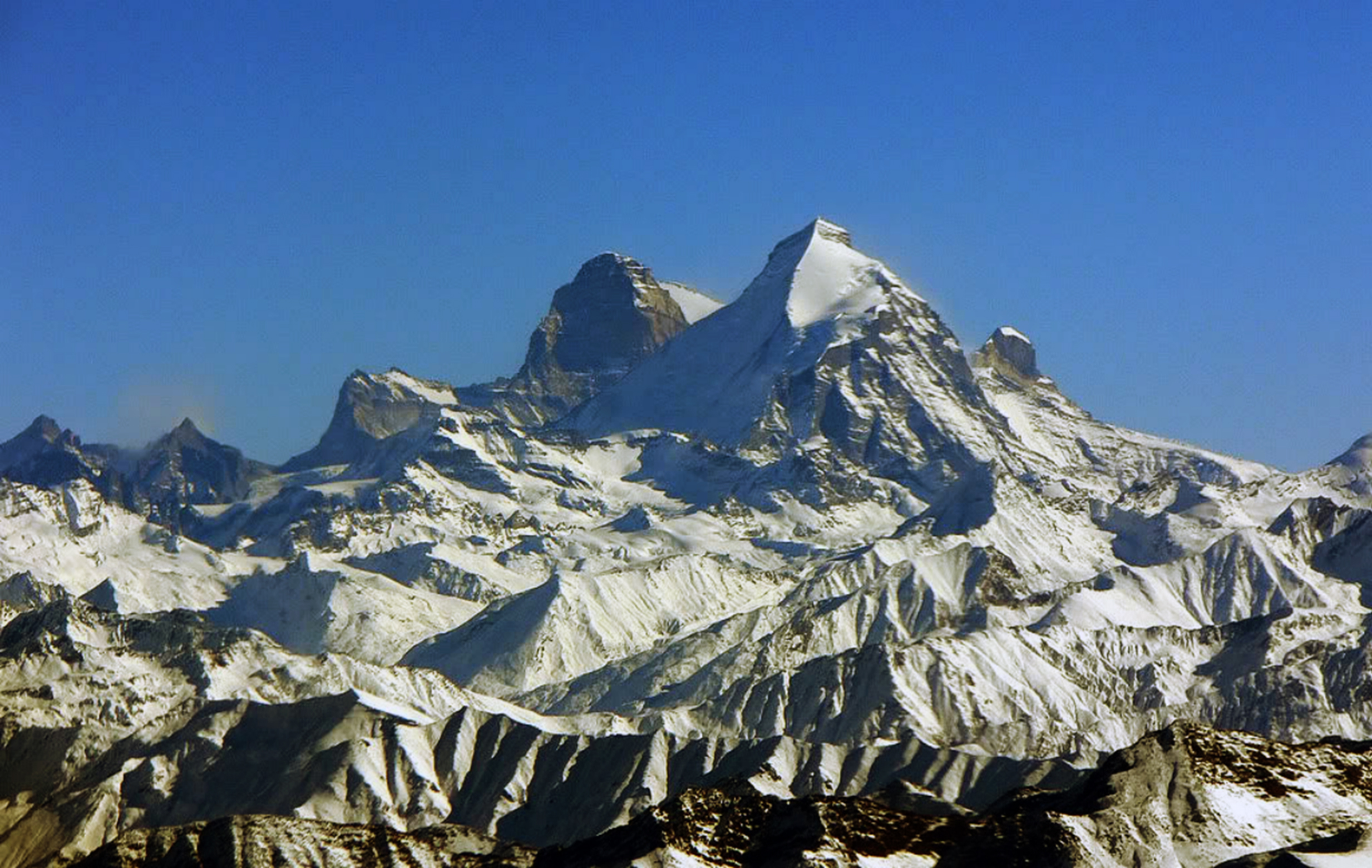
Le massif du Nun-Kun vu du sud-ouest, avec le Kun à gauche, le Nun au centre et le pic Pinnable à droite.

Il est constitué de deux sommets principaux : le Nun (7 135 m) et le Kun (7 077 m), séparés par un plateau glaciaire long de quatre kilomètres, avec un troisième sommet du massif connu sous le nom de pic Pinnacle (6 930 m), situé à son extrémité orientale. La partie centrale du massif, enneigée, se dresse de 600 à plus de 1 000 m au-dessus des cimes environnantes et est pour cette raison visible à grande distance. 
Le Nun est le plus haut sommet du territoire du Jammu-et-Cachemire, alors que son sommet jumeau le Kun se situe au Ladakh. Le Nun-Kun est bordé au nord par la vallée de la rivière Suru et la chaîne du Zanskar. À l'est, il est flanqué par la vallée de la Suru et par le Pensi La (à 4 400 m), un col qui relie la vallée de la Suru à la vallée du Zanskar. Au sud, se situe le parc national de Kishtwar et la rivière Krash Nain.

### Géologie
Le massif du Nun-Kun s'est formé il y a environ 22 millions d'années à la suite de la collision de plaques tectoniques de la plaque indienne avec la plaque euroasiatique. Les roches sont principalement stratifiées en roches sédimentaires composées de schiste et de grès. Les roches métamorphiques et des formations de granite sont également présentes en certains lieux. La région est riche en minéraux en particulier en grenats.

## Ascensions
En 1906, le couple William Hunter Workman et Fanny Bullock-Workman et trois guides dont Joseph Petigax atteignent le sommet du pic Pinnacle réalisant ainsi un record d'altitude pour une ascension féminine (6 930 m).
En 1913, Mario Piacenza organise et mène une exploration du Ladakh, au cours de laquelle il réussit le 3 août la première ascension du Kun par l'arête nord-est en compagnie de Lorenzo Borelli et les guides Cyprien Savoie et Joseph Gaspard. 
En 1953, l'alpiniste Bernard Pierre organise une expédition au cours de laquelle Pierre Vittoz et Claude Kogan réalisent la première ascension du Nun par l'arête ouest en partant de la vallée de Fariabad.
D'autres nouvelles voies ont été ouvertes au Nun en 1976 par l'arête nord-ouest (expédition tchèque), en 1980 par la face ouest (expédition autrichienne) et par la face nord (expédition américaine).
Le Nun-Kun est désormais un des sommets de 7 000 m les plus fréquentés par les alpinistes.